# Grace O'Flanagan
Grace O'Flanagan (Dublin, 7 april 1989) is een Iers hockeykeeper.
In 2012 speelde O'Flanagan haar eerste interland. In 2018 speelt ze voor Railway Union. Eerder kwam ze uit voor UCD Ladies HC. O'Flanagan studeerde geneeskunde aan de Nationale Universiteit van Ierland, Dublin en specialiseerde zich in chirurgie aan het Royal College of Surgeons in Ireland. O'Flanagan werd succesvol behandeld voor een zeldzame vorm van bindweefselkanker.
O'Flanagan maakte deel uit van het team dat tijdens het wereldkampioenschap van 2018 beslag legde op de zilveren medaille.